# Korinna Schumann
Korinna Schumann (Bécs, 1966. április 10. –) osztrák szakszervezeti tisztviselő és politikus. 2025-től Ausztria szociális és egészségügyi minisztere.

## Életpályája
Bécsben járt gimnáziumba. 1989 óta dolgozik a Szövetségi Foglalkoztatási, Szociális és Fogyasztóvédelmi Minisztérium (BMASK). 2018-ban megválasztották az Osztrák Szakszervezeti Szövetség (ÖGB) alelnökévé. Ebben az évben a Szövetségi Tanács tagja lett. 2023-ban újraválasztották az ÖGB alelnökeként.

## Fordítás
- Ez a szócikk részben vagy egészben  a   Korinna Schumann című német Wikipédia-szócikk fordításán alapul.  Az eredeti cikk szerkesztőit annak laptörténete sorolja fel. Ez a jelzés csupán a megfogalmazás eredetét és a szerzői jogokat jelzi, nem szolgál a cikkben szereplő információk forrásmegjelöléseként.